# Матч за звание чемпиона мира по международным шашкам среди женщин 1990
Матч за звание чемпиона мира по международным шашкам среди женщин 1990 года прошёл с 22 сентября по 2 октября в Пицунде, СССР между советскими спортсменками чемпионкой мира 1989 года Ольгой Левиной и чемпионкой мира 1988 года Зоей Голубевой. Матч должен был состоять из 12 партий, однако после девятой был досрочно прекращён. Победу одержала Зоя Голубева со счётом 13—5 и завоевала титул чемпионки мира в третий раз.

## Таблица
| Место | Участник     | Страна | 1 | 2 | 3 | 4 | 5 | 6 | 7 | 8 | 9 | 10 | 11 | 12 | очки |
| ----- | ------------ | ------ | - | - | - | - | - | - | - | - | - | -- | -- | -- | ---- |
| 1     | Зоя Голубева | СССР   | 2 | 1 | 2 | 1 | 2 | 1 | 1 | 1 | 2 | —  | —  | —  | 13   |
| 2     | Ольга Левина | СССР   | 0 | 1 | 0 | 1 | 0 | 1 | 1 | 1 | 0 | —  | —  | —  | 5    |